# 輪島分屯基地
輪島分屯基地（わじまぶんとんきち、JASDF Wajima Sub Base）是日本航空自衛隊入間基地的分屯基地，位于石川县輪島市河井町十部29-7，駐有中部航空警戒管制团第23警戒群。
分屯基地司令同时兼任第23警戒群司令。

## 部署部隊
- 第23警戒群

## 沿革
- 2009年（平成21）年 J/FPS-3雷达升级为J/FPS-3A，赋予其彈道飛彈防禦应对能力[1]